# .mm
.mm ist die länderspezifische Top-Level-Domain (ccTLD) des Staates Myanmar. Sie wurde am 4. Februar 1997 eingeführt und wird seitdem vom Ministerium für Kommunikation, Post und Telegrafie mit Sitz in Rangun verwaltet. Vor dem Jahr 1989 gab es zwar den ISO-3166-Code BU für Burma, eine Domain .bu wurde jedoch nie zugewiesen.